# Jüdischer Friedhof (Hungen)

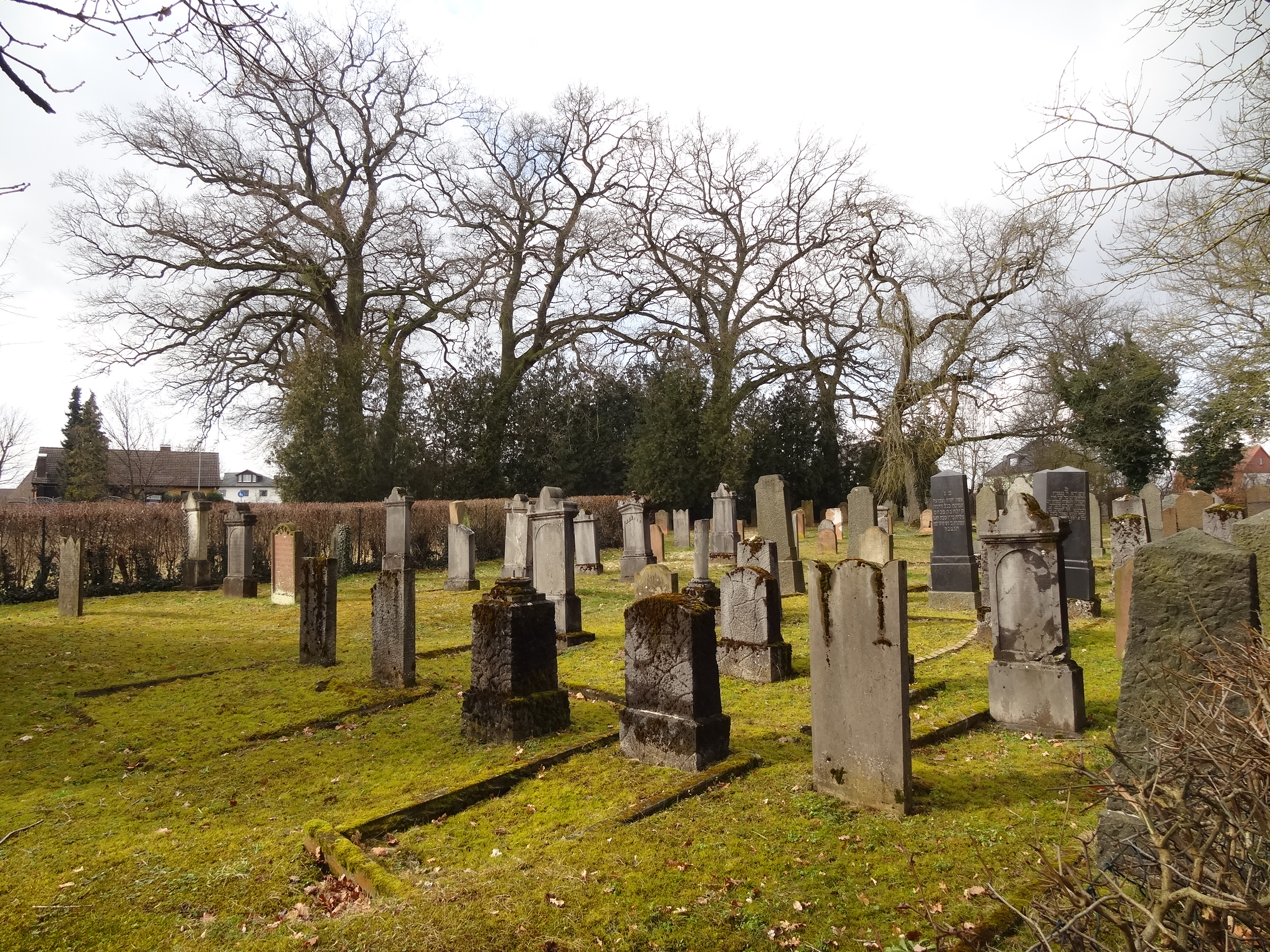
Jüdischer Friedhof in Hungen

Der Jüdische Friedhof in Hungen, einer Stadt im mittelhessischen Landkreis Gießen, wurde vermutlich im 19. Jahrhundert angelegt. Der Jüdische Friedhof mit der Adresse Am Judenfriedhof, südlich der Stadt gelegen, ist ein geschütztes Kulturdenkmal.
„Den seit dem 15. Jahrhundert in Hungen ansässigen Juden war schon im Jahre 1563 durch den Grafen Bernhard II. zu Solms-Braunfels ausdrücklich eine eigene Begräbnisstätte genehmigt worden. Es handelt sich dabei wohl um den damals bereits seit 40 Jahren bestehenden Friedhof ‚auf der Schütt‘ nordwestlich des alten Stadtkerns, für den Begräbnisgeld zu entrichten war.
Wann der südlich der Stadt zwischen Friedberger Straße und der Bahntrasse gelegene neue Jüdische Friedhof angelegt wurde, ist nicht überliefert. Er umfasst ein unregelmäßiges, 3177 m² großes Areal und diente auch den Juden von Langsdorf, Inheiden und Utphe als Begräbnisstätte.“
Das letzte Begräbnis fand im Mai 1946 statt. Es handelte sich um Jeremias Oppenheim, der mit seiner Frau nach dem Krieg aus dem Konzentrationslager Theresienstadt zurückgekehrt war.